# دوغلاس راي
دوغلاس راي (بالإنجليزية: Douglas Rae)‏ هو شخصية أعمال بريطاني، ولد في 14 يونيو 1931، وتوفي في 23 يونيو 2018.